# Hibernal (Rebsorte)
Hibernal ist eine Weißweinsorte, die am Institut für Rebenzüchtung der Forschungsanstalt Geisenheim heute Hochschule Geisenheim University von Heinrich Birk gezüchtet wurde. Dafür kreuzte der Rebzüchter 1944 einen Zuchtstamm aus den Rebsorten (Seibel 7053 x Riesling Klon 239) mit sich selbst. Die Sorte Seibel 7053 wird vor allem in den USA auch Chancellor genannt. Im Jahr 1958 erkannte Heinrich Birk die positiven Eigenschaften des Sämlings und gab ihm die Bezeichnung Gm 322 58. Seit 1977 hat Hibernal Sortenschutz und im Jahr 1999 wurde sie in die Sortenliste des Bundessortenamts aufgenommen.
Die Experimente mit dieser Rebsorte gehören in den gleichen Zusammenhang wie die Entwicklung anderer Neuzüchtungen wie Rondo oder Saphira. Die Grundidee war die Entwicklung von Reben mit Resistenz gegen den Echten- und Falschen Mehltau, um den Einsatz chemischer Pflanzenschutzmittel zu reduzieren. Die Sorte besitzt die Mehltauresistenzorte Ren3 und Ren9.
Wie bei allen pilzwiderstandsfähigen Sorten sollte auch bei dieser Rebe die natürliche Widerstandsfähigkeit durch mind. 1–2 Behandlungen gegen Mehltau (Echter Mehltau und Falscher Mehltau der Weinrebe) unterstützt werden um einen Befall sicher zu verhindern. Diese sollten jeweils kurz vor und/oder kurz nach der Blüte erfolgen. Vorteilhaft ist eine sehr gute Winterfrostfestigkeit der Sorte, auch gegen Temperaturen deutlich unter −20 °C. Daher spielt die Sorte vor allem in Ländern Osteuropas, wie z. B. in Tschechien eine größere Rolle als in Deutschland.
Der gehaltvolle und rassige Weintyp erinnert geschmacklich an Sauvignon Blanc und Scheurebe, da Hibernal, genauso wie diese Sorten, Geschmacksstoffe aus der Gruppe der Thiole enthält.
Siehe auch den Artikel Weinbau in Deutschland sowie die Liste von Rebsorten.
Synonyme: Geisenheim 322 58 (Gm 322 58)
Abstammung: (Seibel 7053 x Riesling Klon 239)F2 (offen abgeblüht)